# Криштоф Есьман
Криштоф Есьман (бл. 1630 — 1687) — державний та військовий діяч, урядник Речі Посполитої.

## Життєпис
Походив з литовського шляхетського роду Есьманів гербу Корчак. Народився близько 1630 року. Замолоду обрав військову кар'єру. У 1649—1655 роках під орудою великого литовського гетьмана Януша Радзивілла брав участь у військових діях проти українського війська на Гомельщині та Київщині, а також Московського царства в Білорусі та Литві.
29 грудня 1655 року став членом Тишовецької конфедерації, створеної для боротьби проти шведських окупантів. У 1657 році він був призначений комендантом Бірж і керував обороною фортеці від шведського нападу. 1659 році обрано хорунжим слонімським.
У 1661 році призначено генерал-лейтенантом військ іноземного аутораменту. У 1663 році було заарештовано за звинуваченням в участі вбивства гетьмана польного литовського Вінцента Корвіна-Госевського і Казимира Жеромського. Зумів виправдатися, звільнено у 1654 році. У 1665 році призначено очільником залоги Вільно.
1668 року обрано послом (депутатом) на вальний сейм. 1672 році отримує посаду каштеляно Новогрудка. У 1674 році в якості депутата сейму від Новогрудського воєводства він брав участь в елекційному сеймі, де було обрано королем Яна Собеського. 1677 року призначено воєводою смоленським, але фактично номінально, оскільки воєводство залишилося під владою Московського царства. Помер у 1687 році.